# 차정아
차정아(본명: 이지욱, 1993년 6월 20일 ~ )는 대한민국의 레이싱 모델이다.

## 학력
- 명지전문대학 음악과 (휴학)

## 작품

### 방송
- 2013년 - 한국경제TV 《웰스&헬스》
- 2014년 - MBC 《카!센터》
- 2015년 - KBS N 스포츠 《돌직구 랭킹쇼 폭풍전야》
- 2015년 - XTM 《남자들의 동영상 랭크쇼 M16》
- 2015년 - 홈스토리 《내 남자의 목공 the 톱》

### 뮤직비디오
- 2013년 - 투포케이 - 귀여워 죽겠어

## 경력

### 레이싱모델 경력
- 2016년 - 한국타이어 전속모델
- 2015년 - 부산게임전시회 전속모델
- 2015년 - 서울모터쇼 레이싱모델
- 2014년 - 금호타이어 전속모델
- 2013년 - 서울오토살롱 레이싱모델